# Barleria villosa
Espèce
Barleria villosa S.Moore est une espèce de plantes à fleurs de la famille des Acanthaceae et du genre Barleria, présente en Afrique tropicale.

## Distribution
Sa présence a été observée en Angola, au Cameroun, au Nigeria, en République centrafricaine.